# Biwameer
Het Biwameer (琵琶湖;Biwa-ko) is het grootste meer van Japan. De oppervlakte is 670 km². Het Biwameer ligt ten noordoosten van Kioto in de prefectuur Shiga. Twintig kilometer ten oosten van het meer ligt Sekigahara. Hier vond in 1600 de Slag bij Sekigahara plaats. In het Biwameer leeft een zoetwatermossel, die kleine parels levert. Van het Biwameer naar Kioto loopt een tunnelkanaal dat is ontworpen door de Nederlandse waterbouwkundige Johannis de Rijke.